# Compact (giornalismo)
Il formato compact è una variazione del tabloid.
Diffuso nel Regno Unito, unisce le piccole dimensioni alla qualità dello stampato, paragonabile a quella dei giornali di formato superiore, come il broadsheet.
Il termine fu inventato quando il quotidiano The Independent iniziò a stampare un'edizione più piccola al fine di essere meglio trasportabile e più facilmente leggibile da coloro che leggono nei mezzi di trasporto pubblici.
Anche i lettori di altre regioni inglesi apprezzarono il formato e quindi esso fu introdotto a livello nazionale. Alcuni concorrenti (Il Times e lo Scotsman) copiarono il formato visto l'aumento di vendite avuto dall'Independent.
Il termine "compact" è stato introdotto negli anni settanta dal Daily Mail quando diventò tabloid, anche se si definisce tabloid. Viene spesso utilizzato per differenziare giornali dallo stile più tradizionale da quelli più moderni e trasgressivi, che possono avere le medesime dimensioni.
Fra i quotidiani italiani che hanno adottato il formato compact vi è Il Fatto Quotidiano.